# Пчелно
Пче́лно (болг. Пчелно) — село в Тирговиштській області Болгарії. Входить до складу общини Антоново.

## Населення
За даними перепису населення 2011 року у селі проживали 15 осіб.
Національний склад населення села:
| Національність   | Кількість осіб | Відсоток |
| ---------------- | -------------- | -------- |
| болгари          | 6              | 40,0%    |
| турки            | 3              | 20,0%    |
| цигани           | 0              | 0%       |
| інша             | 0              | 0%       |
| не визначились   | 6              | 40,0%    |
| Всього відповіли | 15             |          |

Розподіл населення за віком у 2011 році:
Динаміка населення: